# تییرا بوئنا کالیفرنیا
تییرا بوئنا کالیفرنیا (به انگلیسی: Tierra Buena) یک منطقهٔ مسکونی در ایالات متحده آمریکا است که در شهرستان سوتر، کالیفرنیا واقع شده‌است. تییرا بوئنا کالیفرنیا ۸٫۹ کیلومتر مربع مساحت و ۵٬۴۳۶ نفر جمعیت دارد و ۱۸ متر بالاتر از سطح دریا قرار دارد.